# Miyuki
Miyuki (みゆき?) è un manga di Mitsuru Adachi, pubblicato dalla Shogakukan su Shōnen Big Comic (precursore dell'attuale Weekly Young Sunday) dal 1980 al 1984 e successivamente raccolto in 12 tankōbon.
La storia è stata adattata anche in una serie televisiva, in un film animato (proiettato il 16 settembre 1983), ed in un drama televisivo con attori. Ebbe un ampio successo in Giappone, al punto di essere stato uno dei fumetti vincitori dello Shogakukan Manga Award nel 1982, insieme a Touch, sempre di Adachi.
Miyuki è stato il primo manga di Adachi ad essere adattato in un anime. La serie di 37 episodi, trasmessa in Giappone dal 31 marzo 1983 al 20 aprile 1984 dalla Fuji Television, è stata trasmessa in Italia nel 1992 su Junior TV.

## Trama

Tommy e Miyuki

Il sedicenne Tommy (Masato Wakamatsu) passa l'estate lavorando presso una spiaggia, qui rimane deluso dal comportamento della compagna di classa di cui è innamorato, Katia (Miyuki Kashima), e decide di concentrare le sue attenzioni su una nuova ragazza, che scatena il colpo di fulmine non appena appare sulla riva. Con grande stupore, la ragazza che Tommy ha deciso di corteggiare è la sua sorellastra Miyuki di quindici anni, che aveva passato gli ultimi sei anni lontano da casa con il padre. La ragazza inizierà a vivere con Tommy e la situazione in casa diventerà presto insostenibile per via dei sentimenti contrastanti del ragazzo. Per questa ragione, al suo ritorno a scuola, Tommy inizierà ad uscire con Katia, ma il rapporto con Miyuki si farà giorno dopo giorno sempre più intimo e pieno di complicità.

## Anime

### Serie TV
L'adattamento televisivo di Miyuki fu trasmesso dal 31 marzo 1983 al 20 aprile 1984 su Fuji Television. Dato che la Kitty Film stava già producendo la celebre serie Lamù, fu chiesto a Tomoyuki Miyata della Tatsunoko Pro di occuparsi di Miyuki e a Mizuho Nishikubo di fare da supervisore. Fuji TV affidò al Group TAC le animazioni della serie, dato che in precedenza aveva già curato le animazioni di Nine, ed in seguito si occuperà di tutti gli adattamenti animati delle opere di Mitsuru Adachi.
In Italia la serie animata fu acquistata da Alessandra Valeri Manera, capostruttura della fascia ragazzi dell'allora Fininvest, sulla scia del buon riscontro ottenuto da Prendi il mondo e vai e Questa allegra gioventù alla fine degli anni '80. La serie subì, per via della trama "incestuosa", notevoli censure, tra cui l'eliminazione completa di 9 episodi su 37 (facendo venire meno la storia tra fratello/sorella e il triangolo amoroso presente in questa). La colonna sonora venne parzialmente modificata, sostituendo i brani originali con alcune delle canzoni cantate dai Bee Hive all'interno dei telefilm italiani ispirati all'anime Kiss Me Licia (ovvero Love Me Licia, Licia dolce Licia ecc.). Infine, un videoclip trasmesso su Italia 7 (all'epoca proprietà della Fininvest) nei primi anni '90 attesta che la serie era prevista per la programmazione con il titolo Gocce d'amore, gocce di magia e avrebbe utilizzato come sigla il brano Primo amore di Cristina D'Avena, tratto dall'LP Cristina, l'Europa siamo noi.
Tuttavia, la serie non andò mai in onda sui canali principali Mediaset; fu sublicenziata alla syndication Junior TV che la trasmise una sola volta, nel 1992, con le sigle originali giapponesi ma seguendo per il resto la versione Fininvest.

#### Edizioni estere
Miyuki ha goduto di diverse edizioni estere, trasmesse per conto delle succursali europee delle reti Fininvest.
L'edizione francese fu realizzata per la messa in onda su La Cinq, ma a causa della chiusura anticipata dell'emittente, la serie vide la luce solo nel 1991 sulla rete TF1 all'interno dello slot per ragazzi Club Dorothée. Il titolo Salut les filles, inizialmente previsto per la trasmissione su La Cinq e rimasto sovraimpresso come logo della videosigla francese, fu mutato in Tommy et Magalie per la presentazione della serie sul nuovo canale. I dialoghi furono scritti a partire dallo script in lingua italiana, ma i nomi delle due protagoniste cambiarono in Elisa e Magalie.
La sigla francese, cantata da Claude Lombard, conserva la base musicale della sigla italiana della serie Un mondo di magia, composta da Massimiliano Pani, già autore di Prendi il mondo e vai e Questa allegra gioventù. La stessa base musicale fu inizialmente proposta anche come sigla italiana della serie con una linea melodica leggermente diversa da quella conosciuta (ma rimasta nella versione strumentale del pezzo), poi scartata in favore di un altro pezzo composto dal M° Ninni Carucci.
L'edizione spagnola fu trasmessa su Telecinco a cavallo tra il 1992 ed il 1993, in coda alle altre due serie firmate Adachi, con il titolo Vacaciones de Verano. La serie fu doppiata in spagnolo per conto di Gestevisión Telecinco, attraverso lo studio venezuelano Etcétera Group, sempre a partire dai dialoghi in lingua italiana, in questo caso i nomi di due dei protagonisti mutarono in Toni e Mónica, mentre Katia permase.
La sigla spagnola, cantata da Sol Pilas, conserva la base musicale della sigla italiana della serie Una sirenetta innamorata, composta da Ninni Carucci. Così come nel testo della sigla italiana, anche in quello della canzone spagnola si fa riferimento al primo amore.
como ha llegado a su vida su primer amor.

Enamorado de cada palabra que dice,

enamorado, en tu corazón no cabe tanta ilusión.

Vacaciones de verano nunca las olvidarás,

tu primer amor encuentras, ¡vacaciones! ¡Vacaciones!»
(Vacaciones de verano, 1992)
L'edizione tedesca fu trasmessa su Tele 5 tra il 1990 ed il 1991. In questo caso fu mantenuto il titolo originale Miyuki e fu utilizzato per l'adattamento lo script dei dialoghi giapponesi.

#### Episodi
| Nº | Titolo italiano Giapponese 「Kanji」 - Rōmaji - Traduzione letterale                                                                                   | In onda           | In onda |
| Nº | Titolo italiano Giapponese 「Kanji」 - Rōmaji - Traduzione letterale                                                                                   | Giapponese        |         |
| 1  | Mia sorella torna a casa 「ボクと渚と黒ビキニ!」 - Boku to nagisa to kuro bikini! – "Io, la spiaggia e un bikini nero!"                                | 31 marzo 1983     |         |
| 2  | Un indimenticabile schiaffo 「ひらて打ちは 恋のレッスン」 - Hirate uchi wa koi no ressun – "Uno schiaffo è una lezione d'amore"                        | 7 aprile 1983     |         |
| 3  | La festa di compleanno 「竜一の スクランブル誕生日」 - Ryūichi no sukuranburu tanjōbi – "Il pazzesco compleanno di Ryuuichi"                           | 21 aprile 1983    |         |
| 4  | Tommy il tutore di Miyuki 「妹ダントツ! あにきはペケ!?」 - Imōto dantotsu! Aniki wa peke!? – "Sua sorella è la migliore! Suo fratello è il peggiore?!" | 5 maggio 1983     |         |
| 5  | L'appuntamento 「デートのたびにキツーイ一発!」 - Dēto no tabi ni kitsūi ippatsu! – "Un duro schiaffo ad ogni appuntamento!"                            | 12 maggio 1983    |         |
| 6  | (non trasmesso) 「ロリコン刑事二枚刃の安!」 - Rorikon keiji nimaiba no Yasu! – "Il detective lolicon: Yasu Doppia Lama!"                               | 19 maggio 1983    |         |
| 7  | (non trasmesso) 「真人マッサオ! ビキニはどこへ?」 - Masato massao! Bikini wa doko e? – "Masato impallidisce! Dov'è finito il bikini?"                  | 26 maggio 1983    |         |
| 8  | Una moglie per il professore 「やったネ中田! みゆきと婚約!?」 - Yattane Nakada! Miyuki to kon'yaku!? – "Ben fatto, Nakata! Fidanzato con Miyuki?!"     | 2 giugno 1983     |         |
| 9  | Il concerto 「雨の日のコンサート」 - Ame no hi no konsāto – "Concerto in un giorno di pioggia"                                                         | 16 giugno 1983    |         |
| 10 | (non trasmesso) 「ラブラブハイキング安次郎の場合…!?」 - Rabu rabu haikingu Yasujirō no baai…!? – "Escursione amore-amore: il caso di Yasujirou...!?"   | 30 giugno 1983    |         |
| 11 | Il rivale 「エッチとすけべ」 - Ecchi to sukebe – "Birichino e depravato"                                                                               | 7 luglio 1983     |         |
| 12 | (non trasmesso) 「竜一・村木のアルバイト情報!」 - Ryūichi Muraki no arubaito jōhō! – "Informazioni sul lavoro part time di Ryuuichi e di Muraki!"      | 14 luglio 1983    |         |
| 13 | Un temporale imprevisto 「嵐の夜には何かが起こる!?」 - Arashi no yoru ni wa nanika ga okoru!? – "Capita qualcosa in una notte tempestosa?!"            | 21 luglio 1983    |         |
| 14 | La fotografia 「みゆきの心曇りのち晴れ」 - Miyuki no kokoro kumori nochi hare – "La mente di Miyuki: nuvolosa adesso, limpida dopo"                    | 4 agosto 1983     |         |
| 15 | La squadra di baseball 「青春づくり想い出づくり」 - Seishun zukuri omoide zukuri – "Vivere i giorni della giovinezza, costruire i ricordi"             | 11 agosto 1983    |         |
| 16 | Le lucciole dei desideri 「真夏の夜のお願い蛍」 - Manatsu no yoru no onegai hotaru – "Le lucciole dei desideri di una notte di mezza estate"           | 18 agosto 1983    |         |
| 17 | Fratelli e sorelle 「ひとりっ子ふたりっ子」 - Hitorikko futarikko – "Con o senza fratelli"                                                             | 1º settembre 1983 |         |
| 18 | L'eroe 「ミラクル男間崎竜一!」 - Mirakuru otoko Masaki Ryūichi! – "L'uomo del miracolo, Masaki Ryuuichi!"                                              | 8 settembre 1983  |         |
| 19 | L'indovino 「恋占いラプソディー」 - Koi uranai rapusodī – "Rapsodia dell'indovino dell'amore"                                                          | 15 settembre 1983 |         |
| 20 | A casa da sola 「哀愁の修学旅行」 - Aishū no shūgakuryokō – "La gita malinconica"                                                                      | 29 settembre 1983 |         |
| 21 | Le gare di atletica 「バトンタッチは夕暮れ時に!」 - Batontacchi wa yūgure tokini! – "Passa il testimone al crepuscolo!"                                | 6 ottobre 1983    |         |
| 22 | (non trasmesso) 「ヌワァンと五才で結婚宣言!?」 - Nuwaan to go-sai de kekkon sengen!? – "Cosa? Fare una proposta di matrimonio a cinque anni?!"         | 27 ottobre 1983   |         |
| 23 | (non trasmesso) 「ひとつ屋根の下二人のみゆき」 - Hitotsu yane no shita futari no Miyuki – "Due Miyuki sotto lo stesso tetto"                           | 10 novembre 1983  |         |
| 24 | La recita 「恋のリハーサル」 - Koi no rihāsaru – "Prove d'amore"                                                                                       | 24 novembre 1983  |         |
| 25 | La madre di Drago 「おしかけ母さんラプソディー」 - Oshikake kāsan rapusodī – "Rapsodia della madre non invitata"                                       | 8 dicembre 1983   |         |
| 26 | Lo studente di medicina 「M・Wは恋のイニシャル!?」 - MW wa koi no inisharu!? – "M. W. sono le iniziali dell'amore?!"                                   | 22 dicembre 1983  |         |
| 27 | La trappola di Daniel 「ラブレター代理戦争!」 - Raburetā dairi sensō! – "Guerra del messaggero di lettere d'amore!"                                    | 3 febbraio 1984   |         |
| 28 | I due compleanni 「ロンリー・バースデー」 - Ronrī bāsudē – "Compleanno solitario"                                                                      | 10 febbraio 1984  |         |
| 29 | Avventure sulla neve 「迷い狼と金色ウサギ!?」 - Mayoi ōkami to kin'iro usagi!? – "Lupi randagi e un coniglio dorato?!"                                 | 17 febbraio 1984  |         |
| 30 | Un marito per Miyuki 「雪やコンコンストレンジャー」 - Yuki ya konkonsutorenjā – "Lo straniero nella forte nevicata"                                    | 24 febbraio 1984  |         |
| 31 | (non trasmesso) 「ムフフ写真コンテスト」 - Mufufu shashin kontesuto – "Concorso fotografico birichino"                                                 | 2 marzo 1984      |         |
| 32 | (non trasmesso) 「男の点数」 - Otoko no tensū – "Il punteggio ai ragazzi"                                                                              | 9 marzo 1984      |         |
| 33 | La ragazza di Martin 「おじゃま虫・村木君!」 - Ojama mushi Muraki-kun! – "Ficcanaso Muraki-kun!"                                                       | 16 marzo 1984     |         |
| 34 | Una nuova madre 「すれ違いサードママ」 - Surechigai sādomama – "La terza mamma sfiorata"                                                               | 23 marzo 1984     |         |
| 35 | (non trasmesso) 「落としちゃった戸籍抄本」 - Oto shichatta kosekishōhon – "La copia perduta del certificato di famiglia"                               | 30 marzo 1984     |         |
| 36 | Lezione di seduzione 「恋の酸素不足」 - Koi no sanso fusoku – "Soffocare per amore"                                                                    | 6 aprile 1984     |         |
| 37 | Una lettera di papà 「愛・哀…ブルーエアメール」 - Ai ai… Burūeamēru – "Amore, dolore... Una triste lettera aerea"                                      | 13 aprile 1984    |         |

#### Colonna sonora
Sigla di apertura
- "Jū-pāsento no ame yohō" (10%の雨予報? lett. "10% di possibilità di pioggia") cantata dagli H2O

Sigle di chiusura
- "Omoide ga ippai" (想い出がいっぱい? lett. "Pieno di ricordi") cantata dagli H2O (ep.1-13, 20-22);
- "Summer Holiday" (サマー·ホリデー?, Samā Horidē) cantata da Michiko Kawai (ep.14-19);
- "Good-bye Season" (Good-bye シーズン?, Guddobai Shīzun) cantata dagli H2O (ep.23-37).

#### Doppiaggio
| Personaggio | Nome originale   | Voce giapponese | Voce italiana      |
| ----------- | ---------------- | --------------- | ------------------ |
| Tommy       | Masato Wakamatsu | Katsumi Toriumi | Ivo De Palma       |
| Miyuki      | Miyuki Wakamatsu | Yoko Oginome    | Debora Magnaghi    |
| Katia       | Miyuki Kajima    | Hiromi Tsuru    | Alessandra Karpoff |

### Special TV
Uno speciale televisivo di 97 minuti di Miyuki, diretto da Kazuyuki Izutsu, è andato in onda sulla Fuji TV, nel contenitore Nissei Family Special, il 16 settembre 1983, ovvero lo stesso giorno in cui il film di Nine ha debuttato nei cinema giapponesi.